# Oostenrijk op de Olympische Zomerspelen 1984
Oostenrijk nam deel aan de Olympische Zomerspelen 1984 in Los Angeles, Verenigde Staten. 

## Medailleoverzicht
| Sport       | Olympiër           | Discipline          | Medaille |
| ----------- | ------------------ | ------------------- | -------- |
| Judo        | Peter Seisenbacher | -86kg (m)           | Goud     |
| Schietsport | Andreas Kronthaler | 10m luchtgeweer (m) | Zilver   |
| Judo        | Josef Reiter       | -65kg (m)           | Brons    |

## Deelnemers en resultaten

### Atletiek
| Olympiër            | Discipline            | Resultaat | Prestatie |
| ------------------- | --------------------- | --------- | --- |
| Thomas Futterknecht | 400m horden (m)       | 18e       | serie 1: 4de in 50,25 |
| Gerhard Hartmann    | marathon (m)          | DNF       | niet gefinisht |
| Martin Toporek      | 20km snelwandelen (m) | 29e       | 1:33.58 |
| Erwin Weitzl        | kogelstoten (m)       | 13e       | kwalificatie groep B: 7de met 18,96m |
| Hans Lindner        | kogelslingeren (m)    | 12e       | kwalificatie groep A: 6de met 71,28m |
| Georg Werthner      | tienkamp (m)          | 9e        | 100m: 18de in 11,41 verspringen: 15de met 6,96m kogelstoten: 12de met 13,80m hoogspringen: 14de met 1,94m 400m: 15de in 49,44 110m horden: 16de in 15,36 discuswerpen: 17de met 41,18m polsstokhoogspringen: 7de met 4,70m speerwerpen: 1ste met 76,96m 1500m: 1ste in 4.16,41 totaal: 8012 punten |

### Boksen
| Olympiër     | Discipline | Resultaat | Prestatie                                                                   |
| ------------ | ---------- | --------- | --------------------------------------------------------------------------- |
| Konrad König | -67kg (m)  | 17e       | 1ste ronde: vrij 2de ronde: V van TUN Refai: scheidsrechterlijke beslissing |
| Olaf Mayer   | +91kg (m)  | 9e        | 1ste ronde: V van FRG Hussing: 0-5                                          |

### Boogschieten
| Olympiër       | Discipline      | Resultaat | Prestatie                                                                              |
| -------------- | --------------- | --------- | -------------------------------------------------------------------------------------- |
| Ursula Valenta | individueel (v) | 32e       | 1ste ronde: 25ste met 1215 punten 2de ronde: 33ste met 1180 punten totaal: 2395 punten |

### Gewichtheffen
| Olympiër         | Discipline  | Resultaat | Prestatie                                                        |
| ---------------- | ----------- | --------- | ---------------------------------------------------------------- |
| Gregor Bialowas  | -67,5kg (m) | 11e       | trekken: 11de met 122,5kg stoten: 11de met 160kg totaal: 282,5kg |
| Roman Kainz      | -75kg (m)   | DNF       | trekken: 9de met 137,5kg stoten: geen geldige poging             |
| Erich Seidl      | -67,5kg (m) | DNF       | trekken: 8ste met 150kg stoten: geen geldige poging              |
| Josef Span       | -67,5kg (m) | 9e        | trekken: 8ste met 150kg stoten: 9de met 192,5kg totaal: 342,5kg  |
| Franz Langthaler | -100kg (m)  | 6e        | trekken: 4de met 162,5kg stoten: 8ste met 187,5kg totaal: 350kg  |
| Stefan Laggner   | +110kg (m)  | DSQ       | trekken: 4de met 170kg stoten: 4de met 215kg totaal: 385kg       |

### Handbal
| Olympiër | Discipline | Resultaat | Prestatie |
| --- | ---------- | --------- | --- |
| Milena Foltýnová-Gschiessl Gabriele Gebauer Karin Hillinger Ulrike Huber Martina Neubauer Gudrun Neunteufel Ulrike Popp Karin Prokop Vesna Radović Silvia Steinbauer Maria Sykora Monika Unger Susanne Unger Elisabeth Zehetner Teresa Zielewicz | vrouwen    | 6e        | groepsfase: 6de V van Joegoslavië: 15-30 V van Zuid-Korea: 22-23 V van China: 16-21 V van Bondsrepubliek Duitsland: 17-18 V van Verenigde Staten: 21-25 |

| Groepsfase |                          |             |             |             |             |            |            |            |        |
| #          | Land                     | Wedstrijden | Wedstrijden | Wedstrijden | Wedstrijden | Doelpunten | Doelpunten | Doelpunten | Punten |
| #          | Land                     | G           | W           | G           | V           | V          | T          | Saldo      | Punten |
| 1          | Joegoslavië              | 5           | 5           | 0           | 0           | 143        | 102        | +41        | 10     |
| 2          | Zuid-Korea               | 5           | 3           | 1           | 1           | 125        | 119        | +6         | 7      |
| 3          | China                    | 5           | 2           | 1           | 2           | 112        | 115        | -3         | 5      |
| 4          | Bondsrepubliek Duitsland | 5           | 2           | 0           | 3           | 91         | 100        | -9         | 4      |
| 5          | Verenigde Staten         | 5           | 2           | 0           | 3           | 114        | 123        | -9         | 4      |
| 6          | Oostenrijk               | 5           | 0           | 0           | 5           | 91         | 117        | -26        | 0      |

| Ronde       | Plaats     | Land  | Score                    | Land |
| ----------- | ---------- | ----- | ------------------------ | ---- |
| Groepsfase  |            |       |                          |      |
| Los Angeles | Oostenrijk | 15-30 | Joegoslavië              |      |
| Los Angeles | Oostenrijk | 22-23 | Zuid-Korea               |      |
| Los Angeles | Oostenrijk | 16-21 | China                    |      |
| Los Angeles | Oostenrijk | 17-18 | Bondsrepubliek Duitsland |      |
| Los Angeles | Oostenrijk | 21-25 | Verenigde Staten         |      |

### Judo
| Olympiër            | Discipline | Resultaat | Prestatie |
| ------------------- | ---------- | --------- | --- |
| Pepi Reiter         | -65kg (m)  | Brons     | 1ste ronde: vrij 2de ronde: W van EGY Soubei: ippon 3de ronde: V van KOR Hwang: koka herkansingen: W van HKG Chong: ippon herkansingen 2: W van BRA Sano: ippon bronzen finale: W van ITA Rosati: yusei-gachi |
| Thomas Haasmann     | -78kg (m)  | 20e       | 1ste ronde: vrij 2de ronde: V van SWE Kjellin: koka |
| Peter Seisenbacher  | -86kg (m)  | Goud      | 1ste ronde: W van YUG Lopatić: waza-ari 2de ronde: W van TPE Chang: ippon kwartfinale: W van JPN Nose: ippon halve finale: W van FRA Canu: ippon finale: W van USA Berland: ippon                             |
| Robert Köstenberger | -95kg (m)  | 13e       | 1ste ronde: W van FRA Vachon: yusei-gachi 2de ronde: V van ITA Fazi: waza-ari |

### Kanovaren
| Olympiër                        | Discipline    | Resultaat | Prestatie                                                                                                   |
| ------------------------------- | ------------- | --------- | --- |
| Werner Bachmayer Wolfgang Hartl | K-2 500m (m)  | 9e        | serie 1: 4de in 1.38,00 herkansingen: 1ste in 1.40,12 halve finale 1: 3de in 1.37,79 finale: 9de in 1.37,05 |
| Werner Bachmayer Wolfgang Hartl | K-2 1000m (m) | 11e       | serie 1: 3de in 3.31,58 halve finale 2: 4de in 3.31,60                                                      |

### Moderne vijfkamp
| Olympiër                                    | Discipline      | Resultaat | Prestatie |
| ------------------------------------------- | --------------- | --------- | --- |
| Michael Billwein                            | individueel (m) | 32e       | paardensport: 7de met 30 strafpunten schermen: 42ste met 21 overwinningen zwemmen: 37ste in 3.39,776 schietsport: 24ste met 190 punten atletiek: 37ste in 14.17,83 totaal: 4760 punten |
| Ingo Peirits                                | individueel (m) | 51e       | paardensport: niet gefinisht schermen: 24ste met 26 overwinningen zwemmen: 41ste in 3.44,036 schietsport: 40ste met 186 punten atletiek: 36ste in 14.15,62 totaal: 3682 punten         |
| Horst Stocker                               | individueel (m) | 52e       | paardensport: niet gefinisht schermen: 38ste met 23 overwinningen zwemmen: 48ste in 3.51,498 schietsport: 45ste met 182 punten atletiek: 41ste in 14.25,58 totaal: 3432 punten         |
| Michael Billwein Ingo Peirits Horst Stocker | team (m)        | 17e       | paardensport: 17de met 1070 punten schermen: 13de met 2154 punten zwemmen: 14de met 3220 punten schietsport: 13de met 2472 punten atletiek: 13de met 2958 punten totaal: 11874 punten  |

### Paardensport
| Olympiër                                           | Discipline  | Resultaat | Prestatie                                                                                      |
| Dressuur                                           | Dressuur    | Dressuur  | Dressuur                                                                                       |
| -------------------------------------------------- | ----------- | --------- | ---------------------------------------------------------------------------------------------- |
| Peter Ebinger                                      | individueel | 29e       | kwalificatie: 29ste met 1434 punten                                                            |
| Elisabeth Max-Theurer                              | individueel | 11e       | kwalificatie: 10de met 1556 punten finale: 11de met 1214 punten                                |
| Christa Winkel                                     | individueel | 21e       | kwalificatie: 31ste met 1401 punten                                                            |
| Peter Ebinger Elisabeth Max-Theurer Christa Winkel | team        | 9e        | 4391 punten                                                                                    |
| Springconcours                                     |             |           |                                                                                                |
| Hugo Simon                                         | individueel | 22e       | 1ste ronde: 15de met 12 strafpunten 2de ronde: 23ste met 16 strafpunten totaal: 28 strafpunten |

### Roeien
| Olympiër                          | Discipline      | Resultaat | Prestatie |
| --------------------------------- | --------------- | --------- | --- |
| Raimund Haberl                    | skiff (m)       | 8e        | serie 3: 3de in 7.33,50 herkansingen: 2de in 7.26,12 halve finale 1: 6de in 7.38,48 finale B: 2de in 7.25,38 |
| Wilfried Auerbach Thomas Linemayr | dubbel-twee (m) | 8e        | serie 1: 4de in 6.43,10 herkansingen: 5de in 6.44,54 finale B: 1ste in 6.44,54                               |
|                                   |                 |           | |
| Astrid Unger                      | skiff (v)       | 9e        | serie 1: 4de in 3.54,96 herkansingen: 3de in 3.52,70 halve finale 2: 4de in 3.59,52 finale B: 3de in 3.53,08 |
| Inge Niedermayer Vera Sommerbauer | dubbel-twee (v) | 7e        | serie 2: 4de in 3.36,62 herkansingen: 5de in 3.36,62 finale B: 1ste in 3.26,20                               |

### Schermen
| Olympiër                                                                 | Discipline      | Resultaat | Prestatie |
| ------------------------------------------------------------------------ | --------------- | --------- | --- |
| Hannes Lembacher                                                         | degen (m)       | 35e       | 1ste ronde groep 11: 3de V van FRA Riboud: 2-5 G van ITA Bellones: 5-5 W van NOR Vonen: 5-3 W van KUW Al-Khurafi: 5-4 V van HKG Cunningham: 3-5 2de ronde groep 7: 6de V van FRA Boisse: 0-5 V van USA Marx: 1-5 V van KOR Lee: 4-5 W van NZL Brill: 5-3 W van CHN Zong: 5-2 |
| Arno Strohmeyer                                                          | degen (m)       | 26e       | 1ste ronde groep 7: 2de V van CHN Cui: 2-5 W van VEN Magallanes: 5-4 W van KSA Bubashit: 5-1 V van CAN Chouinard: 4-5 2de ronde groep 6: 4de V van FRA Lenglet: 2-5 W van EGY Mufrih: 5-3 W van FRG Pusch: 5-3 W van ARG Lucchetti: 5-3 V van KOR Yun: 1-5 |
| Robert Blaschka                                                          | floret (m)      | 13e       | 1ste ronde groep 1: 4de V van ITA Borella: 2-5 V van LIB Darricau: 3-5 W van BEL Joos: 5-4 V van KSA Ullah: 4-5 2de ronde groep 6: 1ste W van GBR Gosbee: 5-3 W van USA McCahey: 5-1 W van KUW Al-Awadhi: 5-4 V van JPN Umezawa: 3-5 3de ronde groep 2: 2de V van ITA Borella: 3-5 W van BEL Soumange: 5-3 W van CHN Liu: 5-1 W van ISR Eyal: 5-2 W van VEN Magallanes: 5-1 4de ronde: V van BEL Soumange: 3-10 herkansingen: V van ROU Kuki: 4-10 |
| Georg Somloi                                                             | floret (m)      | 29e       | 1ste ronde groep 6: 4de V van CHN Liu: 1-5 V van FRG Hein: 4-5 W van GBR Bell: 5-0 W van TPE Lee: 5-3 V van KSA Al-Zawayed: 3-5 2de ronde groep 1: 4de V van FRG Gey: 1-5 V van FRA Pietruszka: 0-5 V van BEL Soumange: 4-5 W van JPN Shimokawa: 5-0 |
| Joachim Wendt                                                            | floret (m)      | 17e       | 1ste ronde groep 5: 3de V van FRG Gey: 0-5 W van VEN Magallanes: 3-5 W van PUR Díaz: 5-2 W van KUW Al-Ahmed: 5-2 W van ISV Kreglo: 5-2 2de ronde groep 8: 1ste W van BEL Joos: 5-2 W van GBR Harper: 5-2 W van ARG Turiace: 5-2 V van USA Lewison: 4-5 3de ronde groep 3: 5de V van FRG Behr: 4-5 V van JPN Umezawa: 2-5 V van ROU Kuki: 3-5 V van EGY El-Husseini: 4-5 W van BEL Joos: 5-3                                                        |
| Joachim Wendt Dieter Kotlowski Georg Somloi Robert Blaschka Georg Loisel | floret team (m) | 4e        | 1ste ronde groep 3: 2de V van Frankrijk: 4-9 W van Argentinië: 9-4 kwartfinale: W van België: 9-4 halve finale: V van Bondsrepubliek Duitsland: 3-9 bronzen finale: V van Frankrijk: 3-9 |
| Hans Brandstätter                                                        | sabel (m)       | 20e       | 1ste ronde groep 1: 3de V van ITA Dalla Barba: 3-5 V van ROU Marin: 3-5 W van CAN Marcil: 5-0 V van FRG Scholz: 2-5 2de ronde groep 3: 2de V van ITA Marin: 3-5 W van ROU Marin: 5-3 W van CAN Marcil: 5-2 V van USA Lofton: 4-5 3de ronde groep 4: 6de V van FRG Scholz: 1-5 V van USA Mormando: 2-5 V van CHN Wang: 4-5 V van GBR Slade: 4-5 W van ROU Mustață: 5-2                                                                              |

### Schietsport
| Olympiër             | Discipline                 | Resultaat | Prestatie                        |
| -------------------- | -------------------------- | --------- | -------------------------------- |
| Gerhard Krimbacher   | 10m luchtgeweer (m)        | 28e       | 573 punten: (95-99-96-99-97-97)  |
| Andreas Kronthaler   | 10m luchtgeweer (m)        | Zilver    | 587 punten: (100-98-97-97-97-98) |
| Lothar Heinrich      | 50m geweer 3 houdingen (m) | 22e       | 1139 punten: (390-381-368)       |
| Gerhard Krimbacher   | 50m geweer 3 houdingen (m) | 26e       | 1135 punten: (386-380-369)       |
| Lothar Heinrich      | 50m geweer liggend (m)     | 25e       | 589 punten: (99-98-97-96-99-100) |
| Vinzenz Schweighofer | 50m pistool (m)            | 11e       | 555 punten: (88-94-87-97-98-91)  |
| Gerhard Petritsch    | 25m snelvuurpistool (m)    | 11e       | 589 punten: (294-295)            |
|                      |                            |           |                                  |
| Karin Bauer          | 10m luchtgeweer (v)        | 18e       | 379 punten: (95-96-93-95)        |
| Gudrun Sinnhuber     | 10m luchtgeweer (v)        | 11e       | 381 punten: (98-94-95-94)        |
| Karin Bauer          | 50m geweer 3 houdingen (v) | 15e       | 564 punten: (191-191-182)        |
|                      |                            |           |                                  |
| Martin Burkert       | skeet                      | 26e       | 189 punten                       |
| Nicky Szapáry        | skeet                      | 13e       | 192 punten                       |
| Ludwig Puser         | trap                       | 14e       | 185 punten                       |

### Schoonspringen
| Olympiër     | Discipline    | Resultaat | Prestatie                          |
| ------------ | ------------- | --------- | ---------------------------------- |
| Nicole Kreil | 3m plank (v)  | 21e       | voorronde: 21ste met 382,68 punten |
| Nicole Kreil | 10m toren (v) | 20e       | voorronde: 20ste met 277,92 punten |

### Synchroonzwemmen
| Olympiër                            | Discipline | Resultaat | Prestatie                                                              |
| ----------------------------------- | ---------- | --------- | ---------------------------------------------------------------------- |
| Eva-Maria Edinger                   | solo       | 30e       | figuren: 30ste met 81,150 punten                                       |
| Alexandra Worisch                   | solo       | 10e       | figuren: 25ste met 84,383 punten kwalificatie: 10de met 173,383 punten |
| Eva-Maria Edinger Alexandra Worisch | duet       | 30e       | figuren: 10de met 82,767 punten kwalificatie: 10de met 171,367 punten  |

### Wielersport
| Olympiër                                                             | Discipline                    | Resultaat | Prestatie                         |
| Baan                                                                 | Baan                          | Baan      | Baan                              |
| -------------------------------------------------------------------- | ----------------------------- | --------- | --------------------------------- |
| Paul Popp                                                            | tijdrit (m)                   | 21e       | 1.11,10                           |
| Karl Krenauer                                                        | individuele achtervolging (m) | 24e       | kwalificatie: 24ste in 5.01,18    |
| Paul Popp                                                            | puntenkoers (m)               | 31e       | halve finale 2: 19de met 1 punt   |
| Kurt Zellhofer                                                       | puntenkoers (m)               | 33e       | halve finale 1: 13de met 6 punten |
| Weg                                                                  |                               |           |                                   |
| Paul Popp                                                            | wegwedstrijd (m)              | DNF       | niet gefinisht                    |
| Johann Traxler                                                       | wegwedstrijd (m)              | 49e       | 5:22.17                           |
| Helmut Wechselberger                                                 | wegwedstrijd (m)              | 15e       | 5:04.07                           |
| Kurt Zellhofer                                                       | wegwedstrijd (m)              | 34e       | 5:15.27                           |
| Karl Krenauer Johann Lienhart Peter Muckenhuber Helmut Wechselberger | ploegentijdrit (m)            | 11e       | 2:08.08                           |
|                                                                      |                               |           |                                   |
| Hilde Dobiasch                                                       | wegwedstrijd (v)              | 38e       | 2:29.26                           |
| Johanna Hack                                                         | wegwedstrijd (v)              | 26e       | 2:20.42                           |

### Worstelen
| Olympiër          | Discipline  | Resultaat   | Prestatie |
| Vrije stijl       | Vrije stijl | Vrije stijl | Vrije stijl |
| ----------------- | ----------- | ----------- | --- |
| Günter Busarello  | -82kg (m)   | 9e          | groep A: 5de V van FRG Trik: 1-3 W van FIN Ilomäki: 3-0 V van JPN Nagashima: 1-3                                                                                       |
| Edwin Lins        | -90kg (m)   | 11e         | groep A: 6de V van USA Banach: 0-4 V van PAK Maruwala: 1-3 |
| Grieks-Romeins    |             |             | |
| Herbert Nigsch    | -62kg (m)   | 15e         | groep B: 8ste V van MAR Loksairi: 1-3 V van FIN Lahtinen: 1-3 |
| Dietmar Streitler | -68kg (m)   | 5e          | groep A: 3de W van JPN Nemoto: 3-1 W van TUR Koçak: 3-0 W van MAR Souaken: 3-1 V van ROU Negrişan: 0,5-3,5 V van YUG Lisjak: 1-3 5-6de plek: W van SYR Al-Nakdali: 3-1 |
| Georg Marchl      | -82kg (m)   | 9e          | groep B: 5de V van FRG Seibold: 0-3 W van JPN Moriyama: 3-0 V van YUG Petković: 0-3                                                                                    |
| Franz Marx        | -90kg (m)   | 8e          | groep B: 4de V van FRA Court: 0,5-3,5 V van FRG Sachs: 1-3 |
| Franz Pitschmann  | -100kg (m)  | 5e          | groep A: 3de V van GRE Pikilidis: 1-3 V van ROU Andrei: 0-4 5-6de plek: W van FRG Gerdsmeier: 3-1                                                                      |

### Zeilen
| Olympiër                                          | Discipline      | Resultaat | Prestatie                             |
| ------------------------------------------------- | --------------- | --------- | ------------------------------------- |
| Björn Eybl                                        | windglider (m)  | 8e        | 80,0 punten: (11-10-YMP-10-5-7-6)     |
|                                                   |                 |           |                                       |
| Gerhard Panuschka Manfred Panuschka               | flying dutchman | 16e       | 105,0 punten: (13-4-16-13-15-15-11)   |
| Norbert Petschel Walter Schlagbauer               | tornado klasse  | 12e       | 88,0 punten: (9-9-10-16-11-11-4)      |
| Karl Ferstl Hubert Raudaschl                      | star klasse     | 5e        | 53,4 punten: (6-13-1-11-10-3-2)       |
| Michael Farthofer Christian Höller Richard Höller | soling klasse   | 15e       | 113,0 punten: (12-11-14-14-11-DNF-15) |

### Zwemmen
| Olympiër            | Discipline           | Resultaat | Prestatie                                             |
| ------------------- | -------------------- | --------- | ----------------------------------------------------- |
| Alexander Pilhatsch | 100m vrije slag (m)  | 25e       | serie 1: 3de in 52,25                                 |
| Alexander Pilhatsch | 100m rugslag (m)     | DNS       | serie 2: niet gestart                                 |
| Thomas Böhm         | 100m schoolslag (m)  | 13e       | serie 1: 2de in 1.04,60 (NR) finale B: 5de in 1.04,99 |
| Gerhard Prohaska    | 100m schoolslag (m)  | 30e       | serie 7: 5de in 1.06,41                               |
| Thomas Böhm         | 200m schoolslag (m)  | 14e       | serie 4: 3de in 2.22,17 finale B: 6de in 2.22,09      |
| Gerhard Prohaska    | 200m schoolslag (m)  | 30e       | serie 1: 5de in 2.27,85                               |
| Alexander Pilhatsch | 200m wisselslag (m)  | DNS       | serie 3: niet gestart                                 |
|                     |                      |           |                                                       |
| Sonja Hausladen     | 100m vlinderslag (v) | 15e       | serie 4: 4de in 1.03,20 finale B: 7de in 1.03,37      |
| Brigitte Wanderer   | 100m vlinderslag (v) | 23e       | serie 2: 5de in 1.05,22                               |
| Sonja Hausladen     | 200m vlinderslag (v) | 7e        | serie 1: 2de in 2.13,50 (NR) finale: 7de in 2.15,38   |
| Brigitte Wanderer   | 200m vlinderslag (v) | 23e       | serie 4: 5de in 2.21,16                               |
| Brigitte Wanderer   | 200m wisselslag (v)  | 20e       | serie 2: 5de in 2.26,85                               |
| Monika Bayer        | 400m wisselslag (v)  | 17e       | serie 2: 7de in 5.05,61                               |
| Sonja Hausladen     | 400m wisselslag (v)  | 1e        | serie 2: 4de in 4.58,68 finale B: 5de in 4.57,78 (NR) |

Algerije · Amerikaanse Maagdeneilanden · Andorra · Antigua en Barbuda · Argentinië · Australië · Bahama’s · Bahrein · Bangladesh · Barbados · België · Belize · Benin · Bermuda · Bhutan · Birma · Bolivia · Bondsrepubliek Duitsland · Botswana · Brazilië · Britse Maagdeneilanden · Canada · Centraal-Afrikaanse Republiek · Chili · China · Chinees Taipei · Colombia · Congo-Brazzaville · Costa Rica · Cyprus · Denemarken · Djibouti · Dominicaanse Republiek · Ecuador · Egypte · El Salvador · Equatoriaal-Guinea · Fiji · Filipijnen · Finland · Frankrijk · Gabon · Gambia · Ghana · Grenada · Griekenland · Groot-Brittannië · Guatemala · Guinee · Guyana · Haïti · Honduras · Hongkong · Ierland · IJsland · India · Indonesië · Irak · Israël · Italië · Ivoorkust · Jamaica · Japan · Joegoslavië · Jordanië · Kaaimaneilanden · Kameroen · Kenia · Koeweit · Lesotho · Libanon · Liberia · Liechtenstein · Luxemburg · Madagaskar · Malawi · Maleisië · Mali · Malta · Marokko · Mauritanië · Mauritius · Mexico · Monaco · Mozambique · Nederland · Nederlandse Antillen · Nepal · Nicaragua · Nieuw-Zeeland · Niger · Nigeria · Noord-Jemen · Noorwegen · Oeganda · Oman · Oostenrijk · Pakistan · Panama · Papoea-Nieuw-Guinea · Paraguay · Peru · Portugal · Puerto Rico · Qatar · Roemenië · Rwanda · Salomonseilanden · Samoa · San Marino · Saoedi-Arabië · Senegal · Seychellen · Sierra Leone · Singapore · Soedan · Somalië · Spanje · Sri Lanka · Suriname · Swaziland · Syrië · Tanzania · Thailand · Togo · Tonga · Trinidad en Tobago · Tsjaad · Tunesië · Turkije · Uruguay · Venezuela · Verenigde Arabische Emiraten · Verenigde Staten · Zaïre · Zambia · Zimbabwe · Zuid-Korea · Zweden · Zwitserland